# Karl Wegrath
Karl Wegrath (* 19. Februar 1932 in Szombathely, Ungarn; † 14. Oktober 2018 in Judenburg) war ein  österreichischer Tischtennisspieler. Bei der Europameisterschaft 1962 gewann er Bronze im Doppel.

## Werdegang
Karl Wegrath stammte aus Judenburg und spielte beim steirischen Verein Alpine Donawitz. Im Oktober 1952 erhielt er die österreichische Staatsbürgerschaft. Viermal wurde er österreichischer Meister im Einzel (1954, 1958, 1962, 1963), mehrfach gewann er den Titel im Doppel und Mixed. In der österreichischen Rangliste belegte er 1957/58 Platz eins.
Von 1951 bis 1963 nahm er siebenmal an Weltmeisterschaften teil, kam dabei aber nie in die Nähe von Medaillenrängen. Seinen größten internationalen Erfolg erzielte er bei der Europameisterschaft 1962, als er zusammen mit Hans Jell das Halbfinale im Doppel erreichte und hier den späteren Titelgewinnern Markovic/Teran aus Jugoslawien unterlag.
Von 1945 bis 1971 wurde er für 76 Länderspiele nominiert und erzielte hier 106 Siege und 69 Niederlagen. 1976 wurde er (vor Jell) Österreichischer Seniorenmeister. Er war damals noch in der höchsten Liga bei ATUS Judenburg aktiv.
Karl Wegrath arbeitete in der Einkaufsabteilung des Gussstahlwerks Judenburg.
Für seine Verdienste erhielt Karl Wegrath mehrere Auszeichnungen:
- Goldenes Verdienstzeichen der Republik Österreich
- Goldener Ring der Stadt Judenburg
- Landessportehrenzeichen in Gold der Landessportorganisation Steiermark

## Turnierergebnisse
| Verband | Veranstaltung       | Jahr | Ort       | Land | Einzel     | Doppel       | Mixed        | Team |
| ------- | ------------------- | ---- | --------- | ---- | ---------- | ------------ | ------------ | ---- |
| AUT     | Europameisterschaft | 1962 | Berlin    | FRG  |            | Halbfinale   |              |      |
| AUT     | Europameisterschaft | 1958 | Budapest  | HUN  | letzte 16  |              |              |      |
| AUT     | Weltmeisterschaft   | 1963 | Prag      | TCH  | letzte 256 | letzte 128   | letzte 128   | 17   |
| AUT     | Weltmeisterschaft   | 1959 | Dortmund  | FRG  | letzte 256 | letzte 32    | letzte 16    | 9    |
| AUT     | Weltmeisterschaft   | 1957 | Stockholm | SWE  | letzte 128 | letzte 64    | letzte 128   | 11   |
| AUT     | Weltmeisterschaft   | 1955 | Utrecht   | NED  | letzte 64  | Scratched    | letzte 32    | 14   |
| AUT     | Weltmeisterschaft   | 1954 | Wembley   | ENG  | letzte 64  | letzte 128   | letzte 16    | 13   |
| AUT     | Weltmeisterschaft   | 1953 | Bukarest  | ROU  | letzte 128 | letzte 64    | keine Teiln. | 11   |
| AUT     | Weltmeisterschaft   | 1951 | Wien      | AUT  | Qual       | keine Teiln. | keine Teiln. |      |